# Aquil·lides
Aquil·lides (en grec antic Ἀχιλλιδες) va ser el nom que alguns poetes van donar als descendents d'Aquil·les.
El primer Aquil·lida va ser el fill d'Aquil·les, Pirros o Neoptòlem, que va ser, segons la tradició, rei de l'Epir.